# Federico de Hesse (1788-1867)
El príncipe Federico de Hesse-Darmstadt (Darmstadt, 13 de mayo de 1788- París, 16 de marzo de 1867) fue un príncipe y militar alemán del siglo XIX.

## Biografía
Era hijo del entonces Langrave hereditario de Hesse, Luis y de su esposa, la princesa Luisa de Hesse-Darmstadt. 
En 1796 inició su carrera militar, incorporándose con dieciocho años al ejército imperial, donde sirvió hasta 1806. En 1808 en Roma se convierte al catolicismo, tal y como había realizado anteriormente su homónimo pariente, el príncipe Federico de Hesse-Darmstadt (1616-1682) que llegó a obtener el cardenalato. Hasta 1811 la corte de Darmstadt no supo de esta conversión. En 1813 pasó a las filas del ejército imperial francés como voluntario, donde permaneció hasta 1815. En 1817 se encontraba sirviendo en el ejército imperial ruso, con el grado de mayor general.
Fue un príncipe viajero. En 1818 el príncipe piensa en establecerse en Roma, donde aparece acompañando una procesión con traje español. En 1824 se encontraba en Lucca, donde asistió a las exequias de la duquesa, María Luisa de Borbón.
En 1829 se unió a los miguelistas en Portugal. Posteriormente militaría entre los partidarios de don Carlos en la Primera Guerra Carlista. Vivió en Úbeda, hasta que por ser sospechoso de filiación con el pretendiente fue llevado a Tarifa, partiendo finalmente a Tánger.
Desde 1820 hasta su muerte, como príncipe de la casa granducal de Hesse, fue miembro de la primera cámara de los Estados del gran ducado de Hesse.
Murió en París en 1867 y fue enterrado en la iglesia de San Luis de su ciudad natal. Fue el último hijo sobreviviente de sus padres.

## Títulos, órdenes y cargos

### Títulos
- 13 de mayo de 1788 - 14 de agosto de 1806: Su Alteza Serenísima el príncipe Federico de Hesse-Darmstadt.
- 14 de agosto de 1806 - 16 de marzo de 1867: Su Alteza Granducal el príncipe Federico de Hesse.[13]

### Órdenes

#### Gran Ducado de Hesse
- 25 de agosto de 1807: Caballero gran cruz de la Orden de Luis.[13][14][15]
- 1 de mayo de 1840: Caballero gran cruz de la Orden de Felipe el Magnánimo.[16][17][15]

#### Extranjeras
- Caballero de la orden del León dorado.[15] (Electorado de Hesse)
- Caballero de la orden de la Fidelidad.[15] ( Gran Ducado de Baden)
- Caballero gran cruz de la orden del León de Záhringen.[15] ( Gran Ducado de Baden)
- Caballero gran cruz de la orden de la Legión de Honor.[15] (Reino de Francia)
- Caballero gran cruz de la orden del San Benito de Avis.[15] (Reino de Portugal)

### Cargos
- Miembro de la Primera Cámara de los Estados del Gran ducado de Hesse.[2]
- General de infantería del ejército del Gran ducado de Hesse.[15]